# Pseudoalcaloide

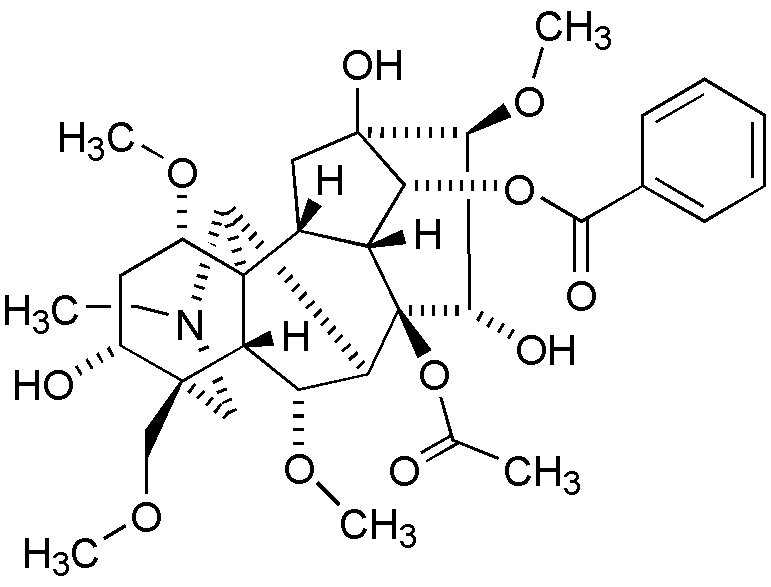
La aconitina, un pseudoalcaloide producido por especies de Aconitum y Delphinium.

Un pseudoalcaloide es, en bioquímica vegetal, un compuesto químico con estructura de alcaloide, es decir, que posee un nitrógeno heterocíclico, pero que no ha sido sintetizado mediante el anabolismo de aminoácidos.

## Características
Estos pseudoalcaloides se forman por la adición de compuestos de amonio o nitrógeno libre a estructuras terpénicas o derivadas de policétidos. Algunos compuestos de este tipo de naturaleza son: para el género Solanum, alcaloides de naturaleza esteroídica; la aconitina, característica de las especies de Aconitum y Delphinium, que es un diterpeno, altamente tóxica para animales; y la coniína, un compuesto de estructura relativamente simple, derivado de policétidos, aislado de la cicuta o Conium maculatum. Este último es un potente veneno con referencias en la historia de la filosofía debido a que es citado en el Phaedo de Platón como agente químico causal de la muerte de Sócrates.

## Clasificación por biosíntesis

### Pseudoalcaloides derivados de monoterpenos
- Iridoides
- Nufaridinas

### Pseudoalcaloides derivados de sesquiterpenos

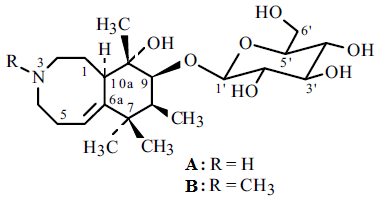
Cotuzinas A y B

- Pirrolidinas sesquiterpénicas
- Iludinas
- Cotuzinas A y B

### Pseudoalcaloides derivados de diterpe
- Aconitanos
- Calidafninonas

### Pseudoalcaloides derivados del escualeno
- Pseudoalcaloides de Daphniphyllum: Estas plantas contienen un grupo de pseudoalcaloides con estructura peculiar, muy propia y característica de los miembros de este género:

a) Pseudoalcaloides tipo Dafnifilina: Tales como la dafnifilina, codafnifilina, dafnifilidina, dafnimacropina, dafmacrina y dafmacropodina.
b) Pseudoalcaloides tipo Secodafnifilina: Se han reportado la secodafnifilina, homosecodafnifilato de metilo  y la dafniteijsmina.
c) Dafnilactonas
d) Pseudoalcaloides tipo yuzirimina: Tales como la macrodafnifilama, macrodafnifilidina, y las yuzuriminas A-C.

### Pseudoalcaloides derivados de esteroides
- Veramatranos
- Cevanos
- Batraciotoxina

### Pseudoalcaloides derivados de policétidos
Varios pseudoalcaloides provienen de la ruta del acetato-malonato, con su consecuente transferencia de nitrógeno. Estos incluyen:
- La coniina de la cicuta, un alcaloide piperidínico que no proviene de la lisina
- La pinidina, aislada del Pinus sabiniana
- La equisetina y fomasetina.
- La nigrifactina de Streptomyces
- La carpaína y la cassina
- Los pseudoalcaloides de Galbulimima (Alcaloides GB16 - 18, himbacina, himandridina, himbadina, hingalina)
- La ofiocordina y el balanol
- Las salfredinas y la hericerina
- Laccarina
- Las cassiarinas
- La coccinelina, aislada del coleóptero Coccinella septempunctata.
- La poranterina, aislada del arbusto Poranthera corymbosa,
- Los alcaloides del grupo de la ancistrocladina. Los alcaloides naftaleno-isoquinolínicos comprende de unos cuarenta alcaloides aislados las familias Ancistrocladaceae y Dionchophyllaceae. Muchas estructuras consisten en biciclos fusionados (como naftaleno o quinolina) acoplados entre sí, ya sea en las posiciones 5,1' (Ancistrocladina, dioncofilina C), 5,8' (Korupensina A), 7,1' (Ancistrocladisina, dioncofilina A), 7,2' (Ancistrocladidina), 7,6'(dioncofilina B), etc. La michellaminas son los dímeros de estos compuestos. Estos alcaloides deben su quiralidad no sólo a la diasteroisomería de los grupos metilo, sino por ser atropoisómeros.
- Las orceínas
- Hericerina
- Monascorubramina y sus ésteres.
- Rubropunctamina
- Lilacinona
- Korupensaminas
- Sequoiamonescin
- Michelaminas A y B
- Chalciporona
- Aspertinas;
- Rumbrina y auxarconjugatinas
- Pseurotinas y sinerazol.
- Curacinas
- Caliculinas
- Clavosinas;
- Geometricina A (swinhoeiamidas);
- piericidinas
- Lagunamicina
- Lactidomicina
- Ciclohexamida
- Estreptimidona
- Estreptazolina
- Salinosporamidas.
- Dinemicinas
- Los alcaloides de Galbulimima, por ejemplo la himbacina, la cual parece formarse de una unidad de nonacétido y de acetoacetato.
- La bostricoidina aislada de Fusarium solani y la tolipocladina aislada de Tolypocladium inflatum.
- Haouaminas
- Himanimidas
- Agrocibenina
- Micalazoles
- Tetraciclinas
- Chalciporona
- Fredericamicinas A, B y F

### Pseudoalcaloides derivados de ácidos grasos
- Alcaloides de la batzelamida
- Penaresidinas y penazetidinas
- Ingenamina